# Joan Baptista Bertran i Duran
Joan Baptista Bertran i Duran   (Sant Joan de les Abadesses, 1911 - Sant Cugat del Vallès, 1985) va ser un poeta i professor de literatura català. Pertanyent a l'Ordre dels Jesuïtes, va començar a escriure poesia en català el 1925 i va publicar diversos reculls majoritàriament en castellà. Va ser professor de literatura castellana a Gènova (1935-38), València (1943-59) i Barcelona (1959-70) i va col·laborar amb l'Acadèmia de la Llengua Catalana i el Fòrum Vergés.

## Obres destacades

### Poesia
- Arca de fe (1946)
- Del ángel y el ciprés (1950)
- Me canta el mar (1956)
- Me acercaré al fuego (1966)
- Ciudad, afán y cántico (1970)
- Del lienzo al verso (1973)
- Més enllà dels ulls (1984)
- Poesía (1989) (volum antològic, editat pòstumament)

### Prosa
- Del meu poble, encara (1982)